# Dermot and Grania’s Bed
Dermot and Grania’s Bed (irisch Leaba Dhiarmada agus Ghráinne, das „Bett Diarmaids und Gráinnes“) ist eine Megalithanlage. Sie liegt in einem Longcairn, der etwa 10 Meter voneinander entfernt zwei Portal Tombs birgt. Die Anlage liegt im Townland Toome (irisch Tuaim), bei Dungloe (irisch An Clochán Liath) in der Nähe der Nordspitze des Toome Lough (irisch Loch Tuama) in den Trusklieve Mountains (irisch Troscshliabh) im County Donegal in Irland. Dermot and Grania’s Bed ist auch der (meist lokale) Beiname unzähliger Megalithanlagen in Irland und Nordirland.
Der vernachlässigte Hügel ist mit Hausmüll übersät. Am einen Ende des Hügels liegt „Dermot and Grania’s Bed“, ein verstürzter Dolmen, erkennbar an den etwa zwei Meter hohen Portalsteinen die einen 1,2 m hohen Türstein flankieren. Der in die Kammer verrutschte Deckstein wird durch Konsolen außerhalb der niedrigen hinteren Tragsteine gestützt. Die Steine sind aus Kalkstein und Granit. Das andere Portal Tomb ist stärker zerstört, hat aber noch einige massive Tragsteine.

## Kontext
Als Portal Tomb werden Megalithanlagen bezeichnet, bei denen zwei gleich hohe, aufrecht stehende Steine, die Vorderseite der Kammer bildeten und mit dem zum Teil gewaltigen Deckstein  den „Türrahmen“ bilden. Ein meist halbhoher, sogenannter Türstein steht/stand zwischen den beiden Orthostaten. Die meisten Anlagen befinden sich in der Osthälfte Irlands. Westlich der Linie Donegal - Cork sind nur etwa zwei Dutzend der etwa 175 Anlagen vertreten.
Es gibt auf den Inseln Großbritannien und Irland mehrere Megalithanlagen mit dem Namen „Dermot and Grania’s Bed“ als Haupt- (z. B. Bunratty Lower, County Clare, Deerpark, County Limerick, Gortnavern County Donegal und Labbadermody, County Cork) oder als Beinamen (z. B. Baurnadomeeny, Ballysheen Beg, Carricknamoghil, Carrowcrom, Crannagh, Loughmacrory, Murnell’s Dolmen oder das Oghil Wedge Tomb auf Inishmore).
Bekannt ist auch Dermot and Grania’s Rock ein Brandungspfeiler nahe Fodry, im County Clare.
Der Name bezieht sich auf die sagenhafte Erzählung Tóraigheacht Dhiarmada agus Ghráinne („Die Verfolgung des Diarmaid und der Gráinne“) aus dem Finn-Zyklus über die tragische Liebe Gráinnes, der jungen Gattin des alternden Finn mac Cumaill, zu Diarmait ua Duibne, einem jungen und schönen Krieger.